# Badjoudè
Badjoudè è un arrondissement del Benin situato nella città di Ouaké (dipartimento di Donga) con 8.754 abitanti (dato 2006).